# Mecicobothrium
Genre
Mecicobothrium est un genre d'araignées mygalomorphes de la famille des Mecicobothriidae.

## Distribution
Les espèces de ce genre se rencontrent en Argentine dans la province de Buenos Aires, en Uruguay et au Brésil dans l'État de Santa Catarina,,.

## Liste des espèces
Selon World Spider Catalog (version 22.5, 05/01/2022) :
- Mecicobothrium baccai Lucas, Indicatti, Brescovit & Francisco, 2006
- Mecicobothrium thorelli Holmberg, 1882

## Systématique et taxinomie
Ce genre a été décrit par Holmberg en 1882.

## Publication originale
- Holmberg, 1882 : « Observations à propos du sous-ordre des araignées territélaires (Territelariae), spécialement du genre nordaméricain Catadysas Hentz et de la sous-famille Mecicobothrioidae, Holmberg. » Boletin de la Academia Nacional de Ciencas en Cordoba, vol. 4, p. 153-174 (texte intégral).